# Marigot
För andra betydelser, se Marigot (olika betydelser).
Marigot är huvudort i Frankrikes utomeuropeiska område Saint-Martin på den franska sidan av den delade ön Saint Martin / Sint Maarten.

## Staden
Marigot är belägen på öns västra del vid Marigot Bay och saltsjön Simpsons Baai och har ca 5.700 invånare. 
Staden kantras av esplanaden Boulevard de France och Rue de Hollande. Centrum utgörs av området kring kommunhuset med marknaden och historiska byggnader som kyrkan och Fort St. Louis byggd 1767.
Marigot har förutom förvaltningsbyggnader ett museum St.Martin Museum med lokal historia och en rad shoppingmöjligheter som gallerian Marina Port la Royale.
Sedan 1970-talet är turism en stor inkomstkälla för Marigot och huvudflygplatsen heter Princess Juliana International Airport (flygplatskod "SXM") belägen nära orten Maho på den nederländska sidan. Det finns även en liten flygplats Grand Case Airport (Aérodrome de Grand-Case Espérance, flygplatskod "SFG") för lokaltrafik.

## Historia
Ön upptäcktes 11 november 1493 av Christopher Columbus och området beboddes från början av Arawakindianer. Ön delades mellan Frankrike och Nederländerna den 23 mars 1648 men Marigot grundades först senare och gjordes till huvudort kring 1770-talet under Ludvig XVI.
Namnet härstammar troligen från franska marais för den salta träskmark som sträckte sig ut mot viken och är en förvanskning genom tiderna. Redan Arawakindianer kallade området för sualouiga vilket motsvarar "land av salt".

## Bildgalleri

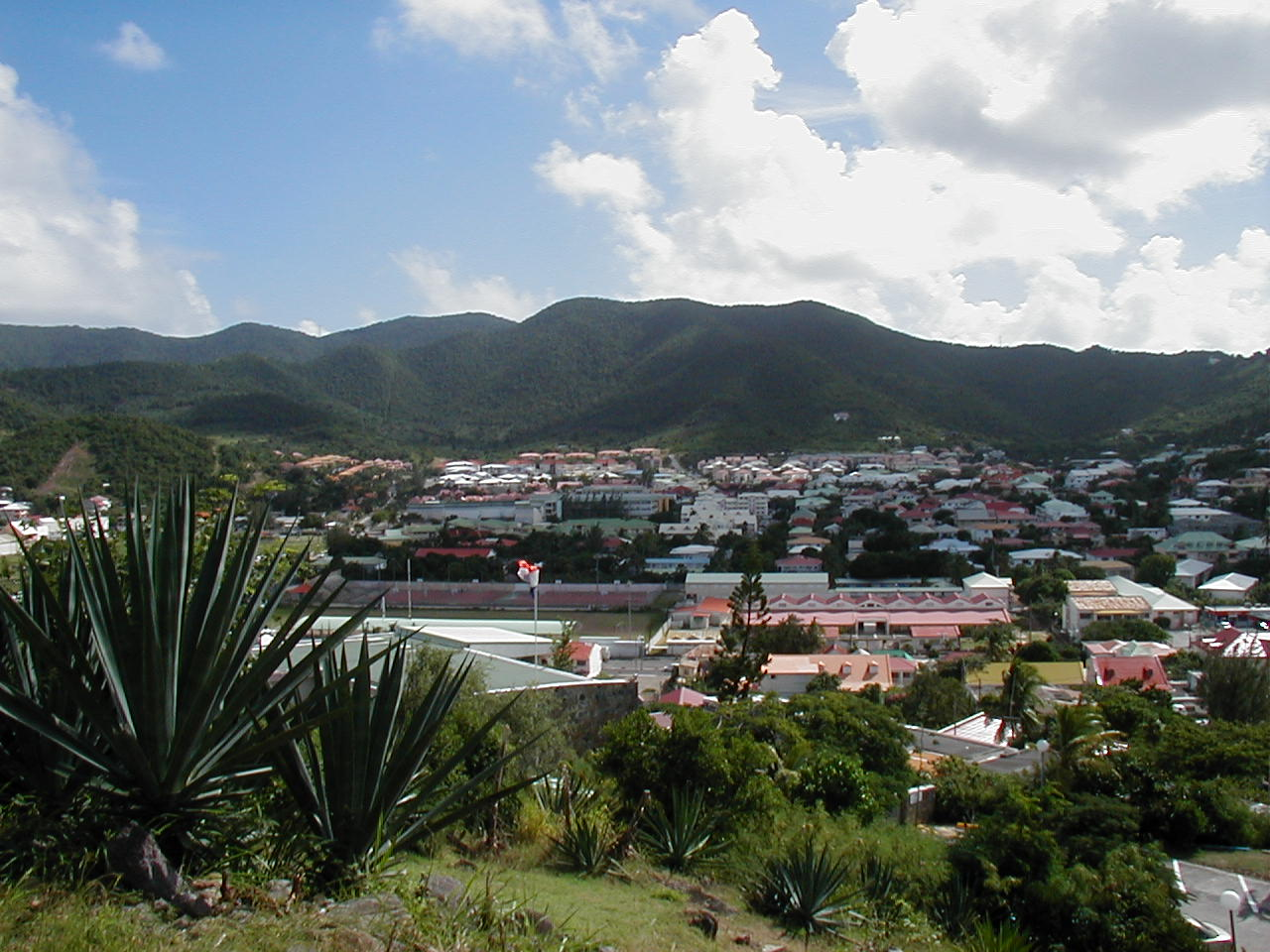
Marigot
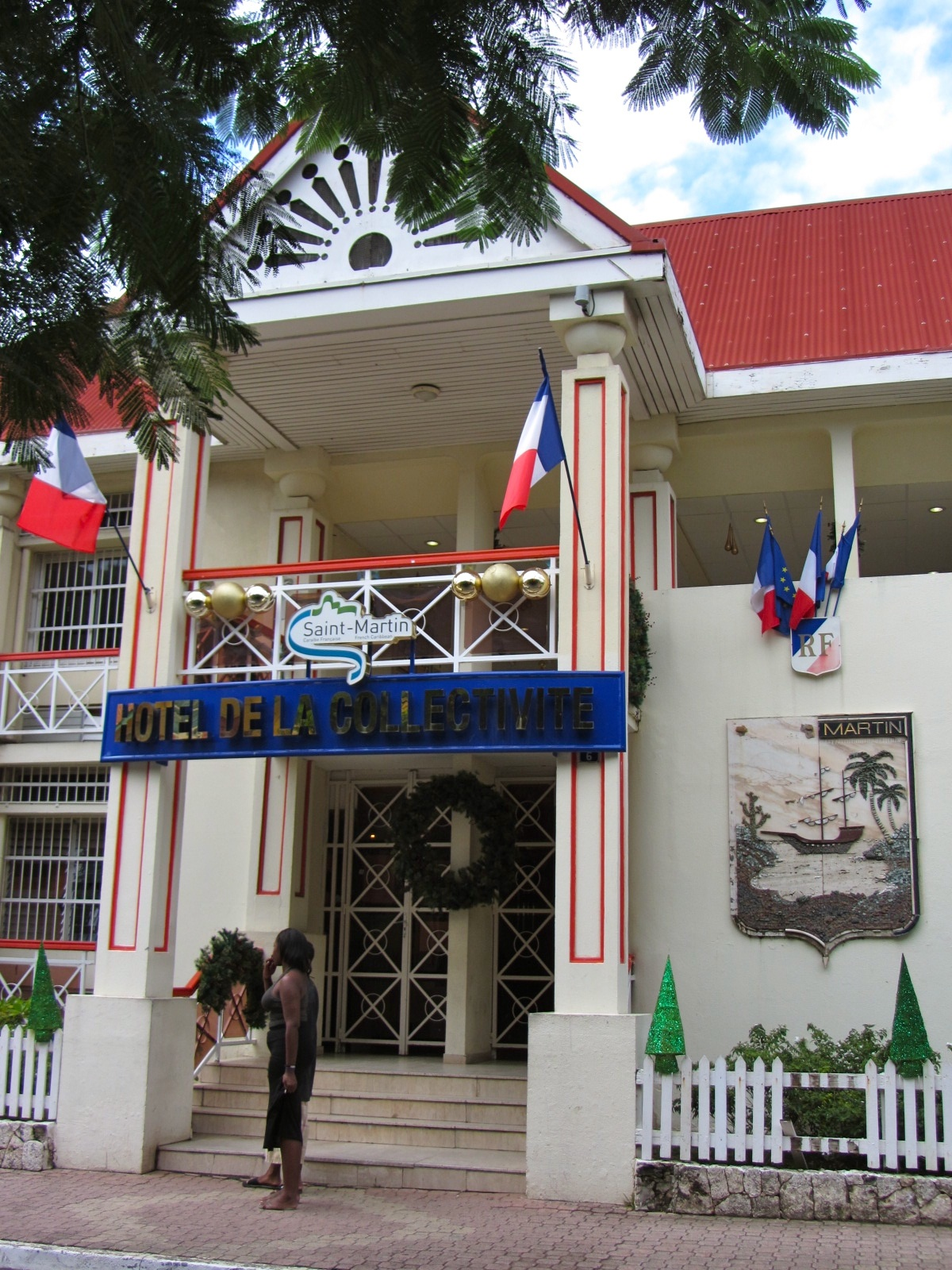
Förvaltningskontoret i Marigot
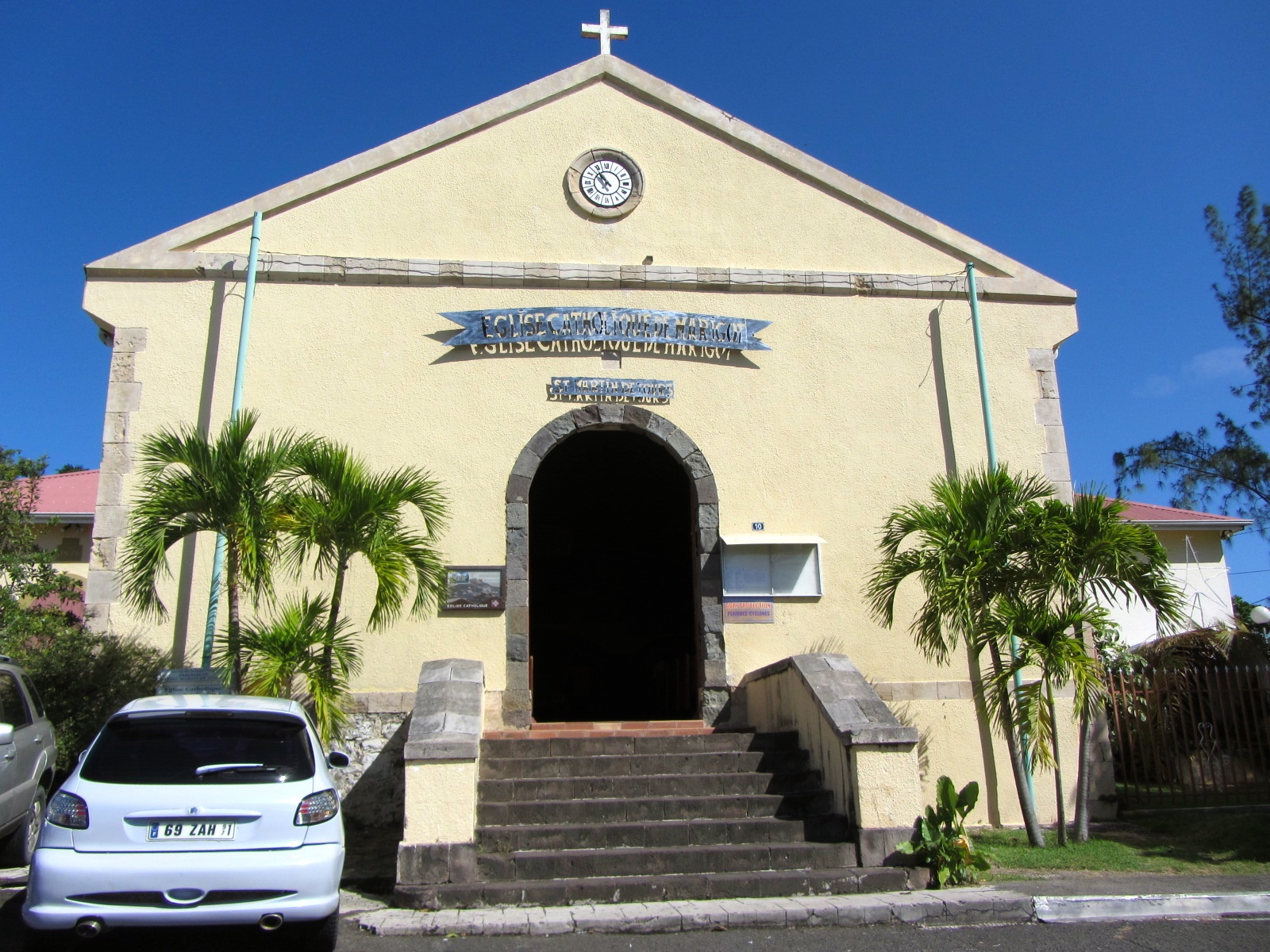
Katolska kyrkan i Marigot
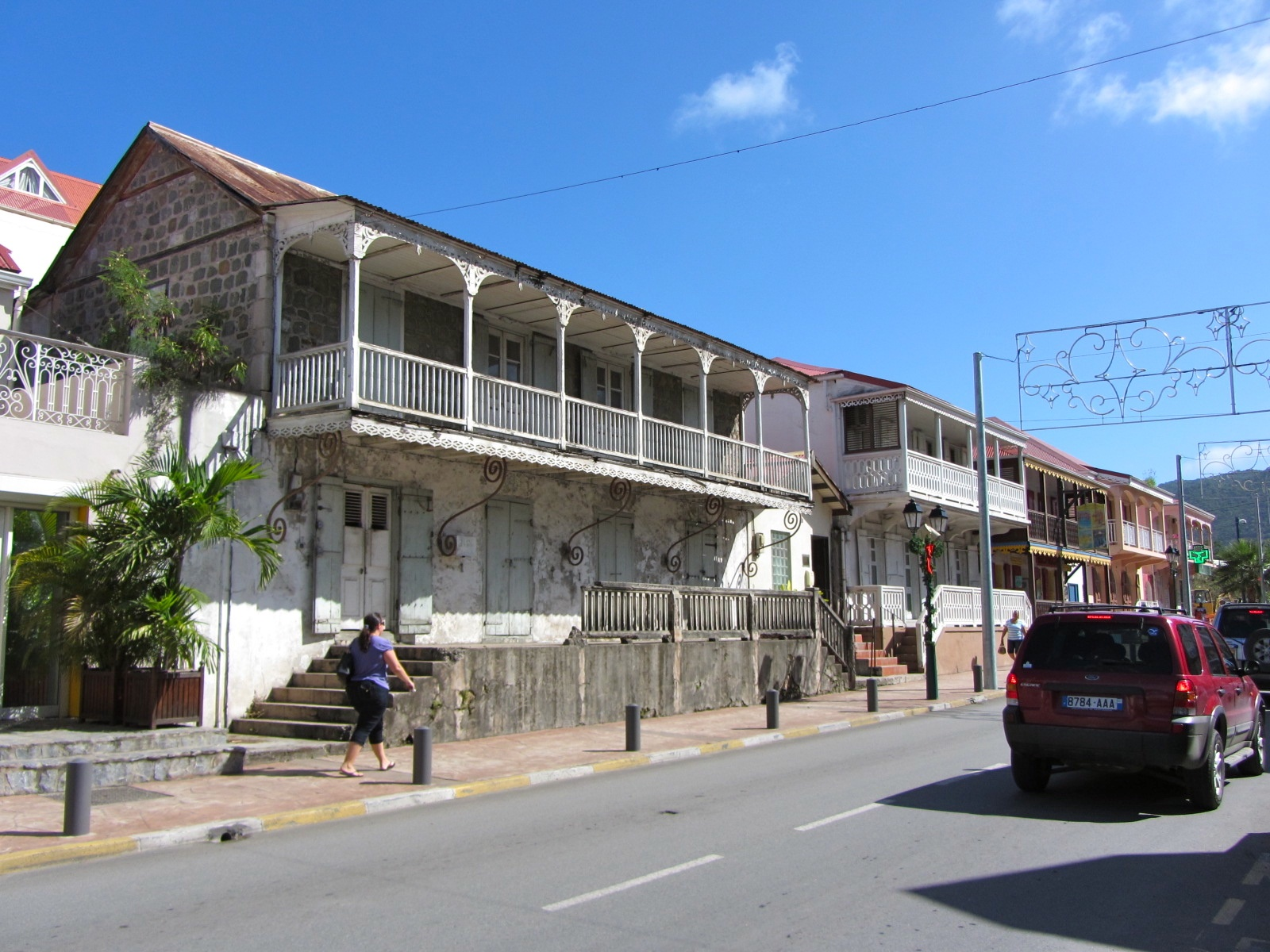
Rue de la République
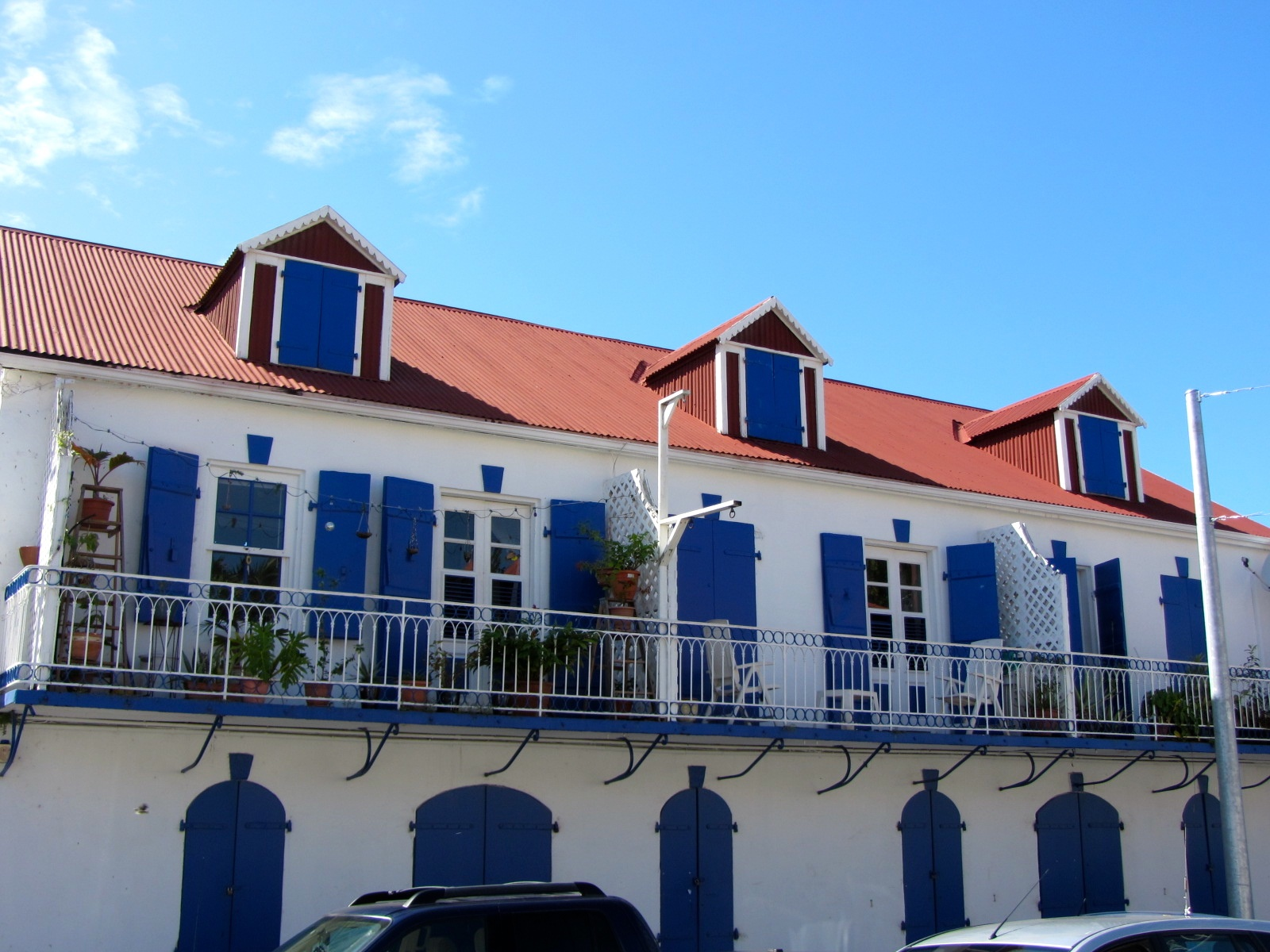
Äldre hus i Marigot
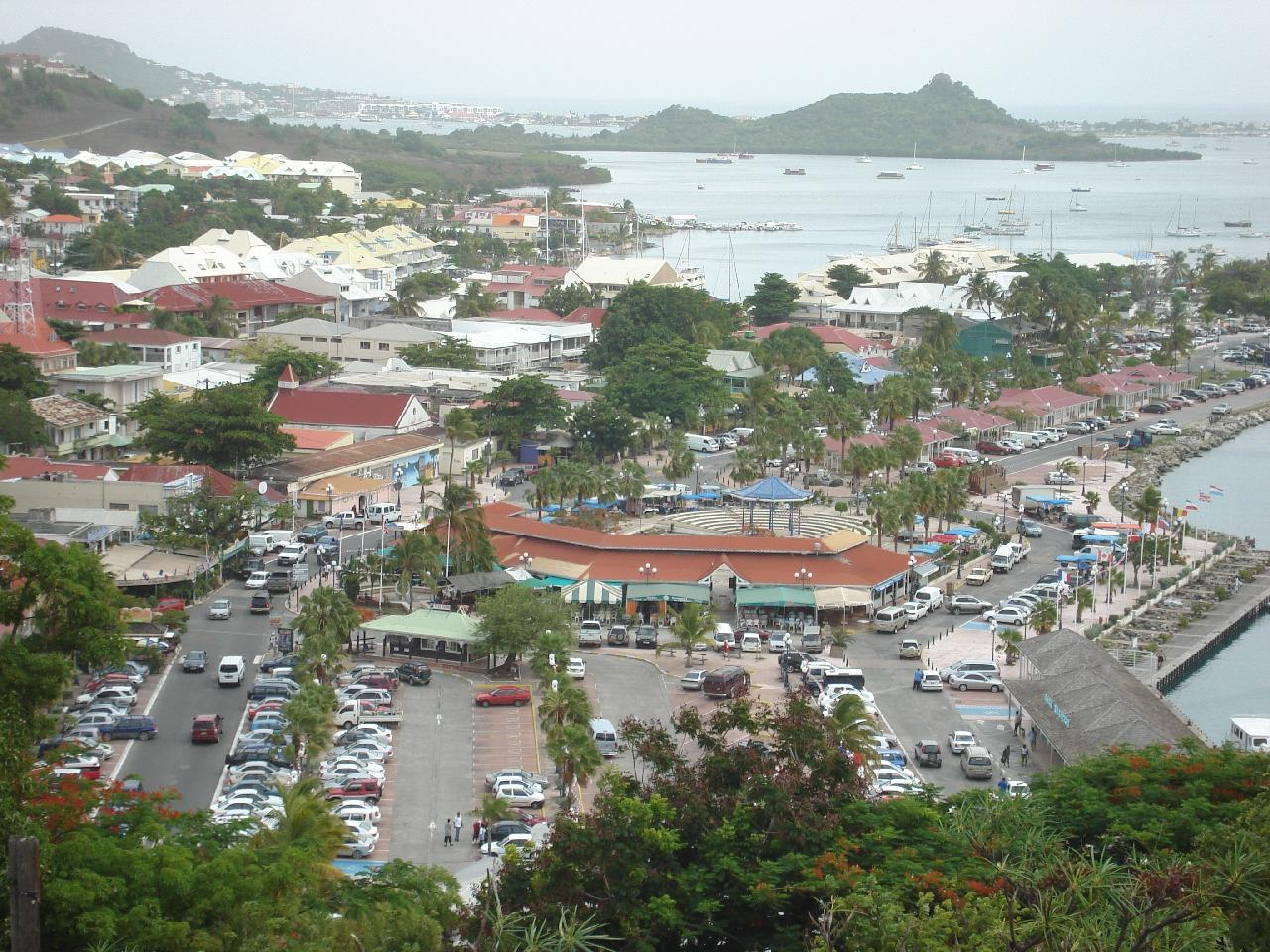
Marknaden i Marigot, sedd från St. Louis-befästningen
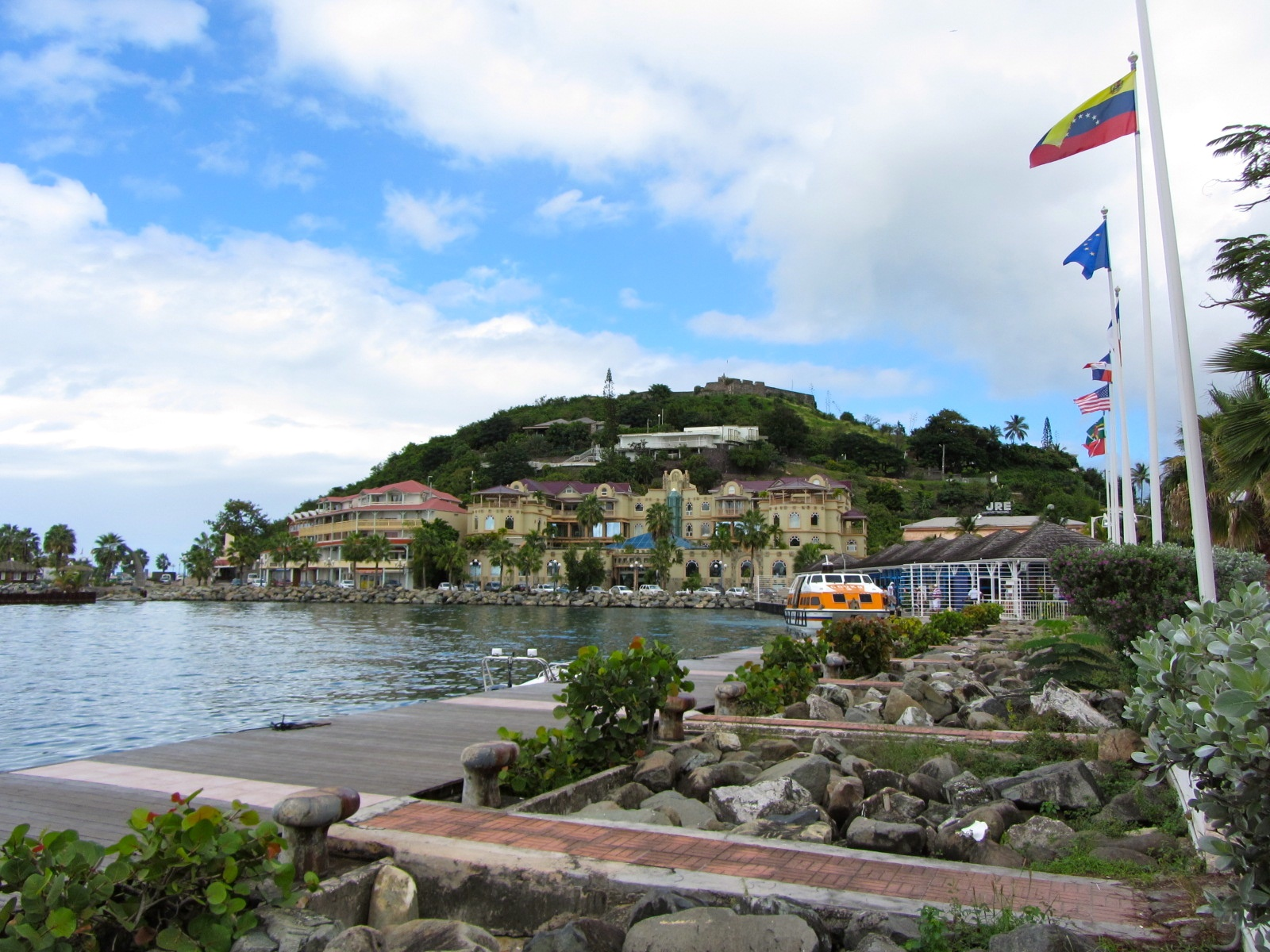
Marigot-bukten
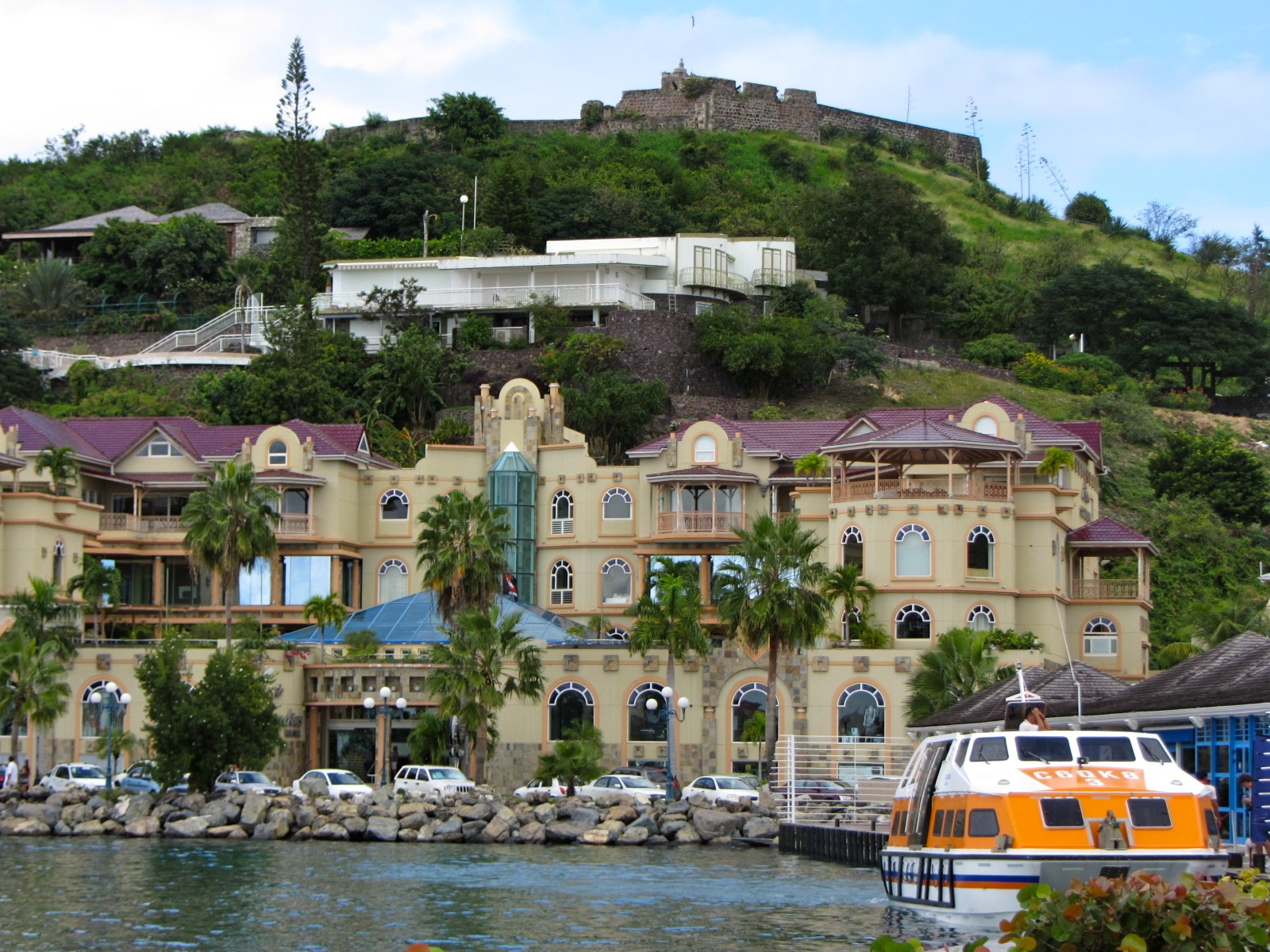
Marigot-bukten, med Fort Louis-befästningen i fonden